# Ari-Pekka Liukkonen
Ari-Pekka Liukkonen (Pieksämäki, 9 de febrer de 1989) és un nedador finès. Va competir en els 50 metres estil lliure masculí en els Jocs Olímpics de Londres 2012. Té el rècord nacional finlandès en aquesta distància, en un temps de 22.22.

## Vida personal
El 2 de febrer de 2014, Liukkonen va sortir de l'armari i va anunciar públicament la seva homosexualitat en una entrevista a Yleisradio. Va ser el primer atleta professional d'alt nivell que va anunciar a Finlàndia la seva condició de gai. El seu anunci va tenir repercussió internacional.